# Xylophanes pluto
Xylophanes pluto (tên tiếng Anh: Pluto Sphinx) là một loài bướm đêm thuộc họ Sphingidae. Nó được tìm thấy ở Argentina và Paraguay to Bolivia và then through tropical và subtropical lowlands from Brasil phía bắc through Trung Mỹ (bao gồm Belize và Guatemala) to México, the Tây Indies, miền nam Florida và miền nam Texas.
Sải cánh dài 53–65 mm. Có nhiều lứa trong năm in Florida và Texas. Con trưởng thành bay quanh năm in the tropics.

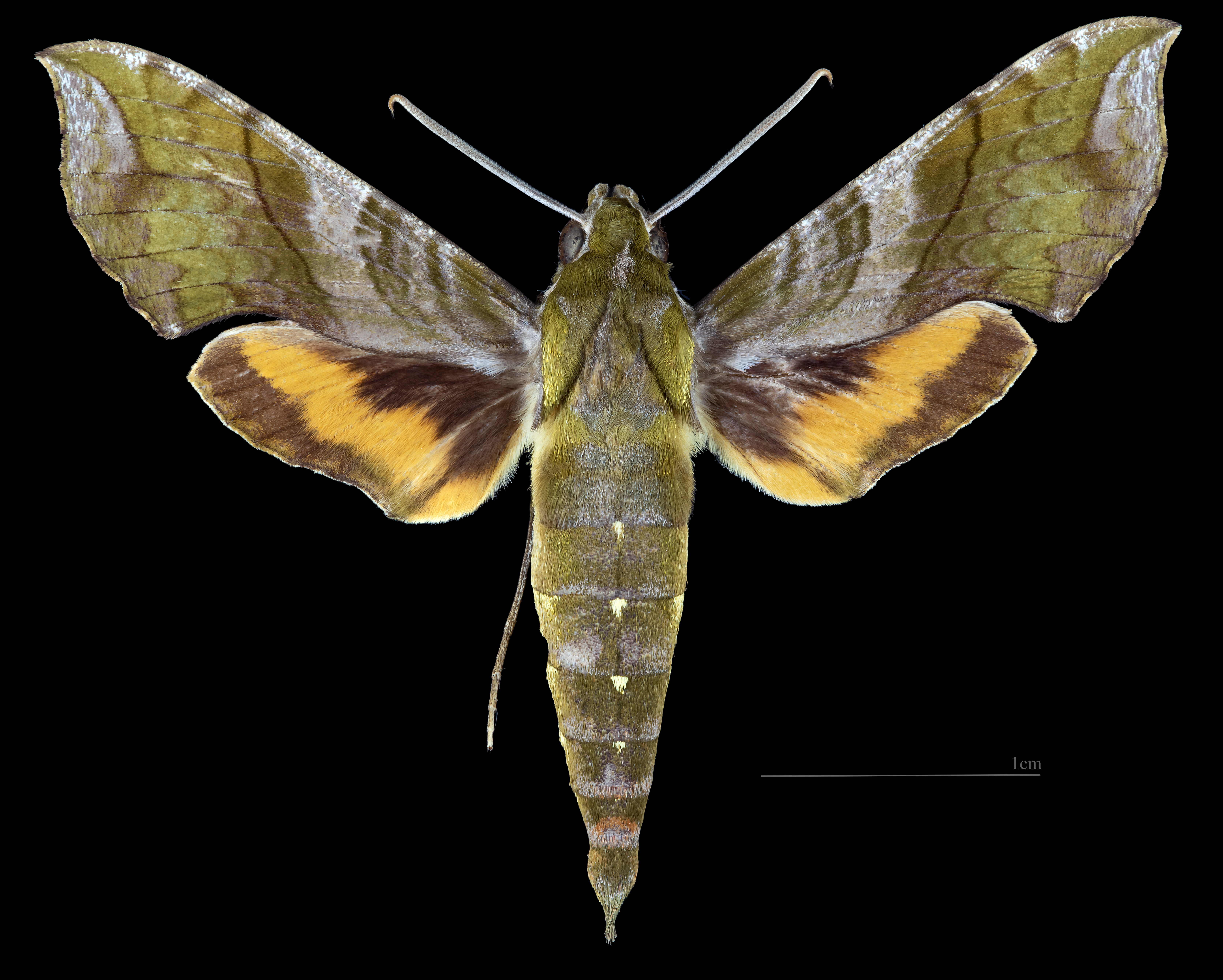
Xylophanes pluto ♂
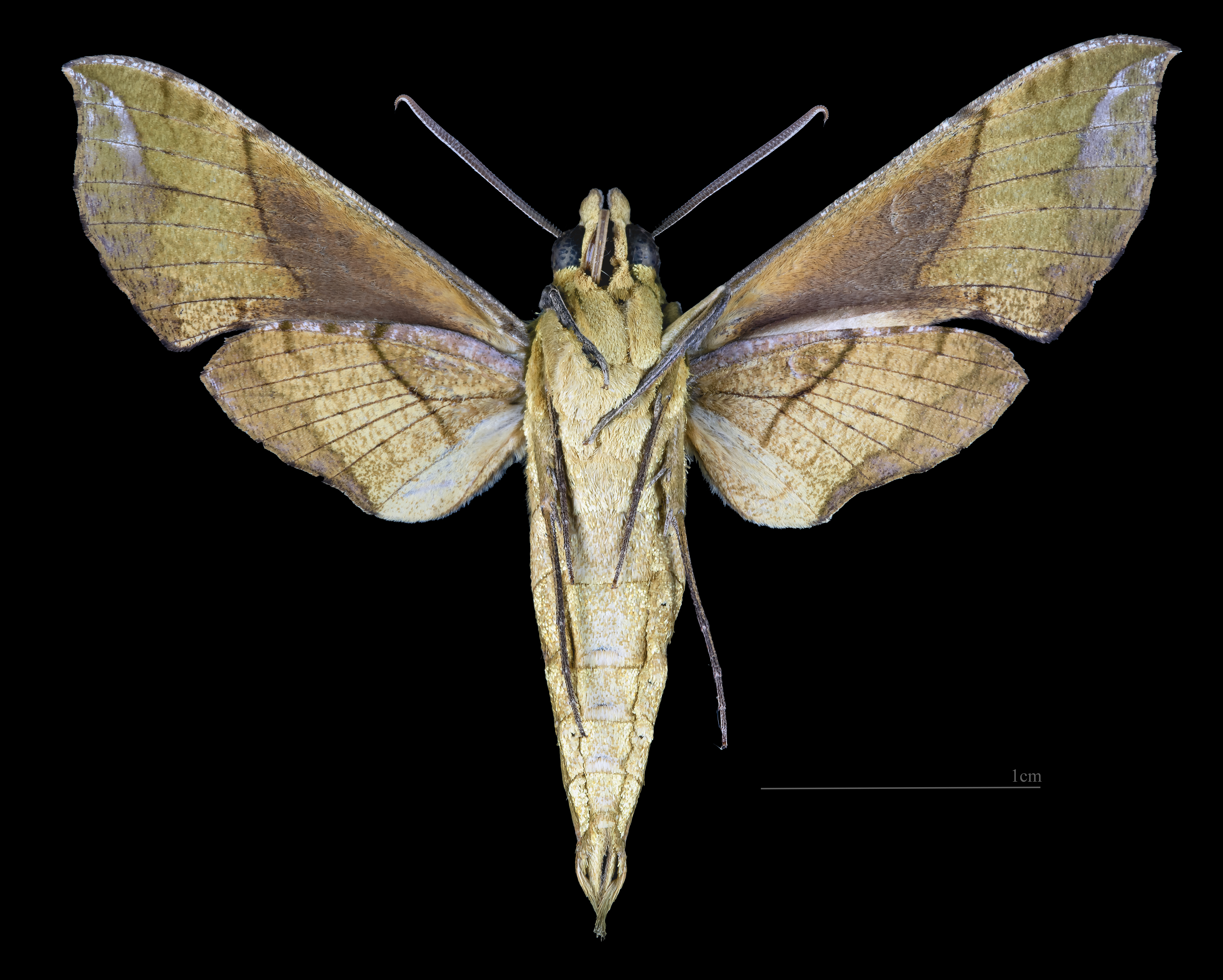
Xylophanes pluto ♂   △
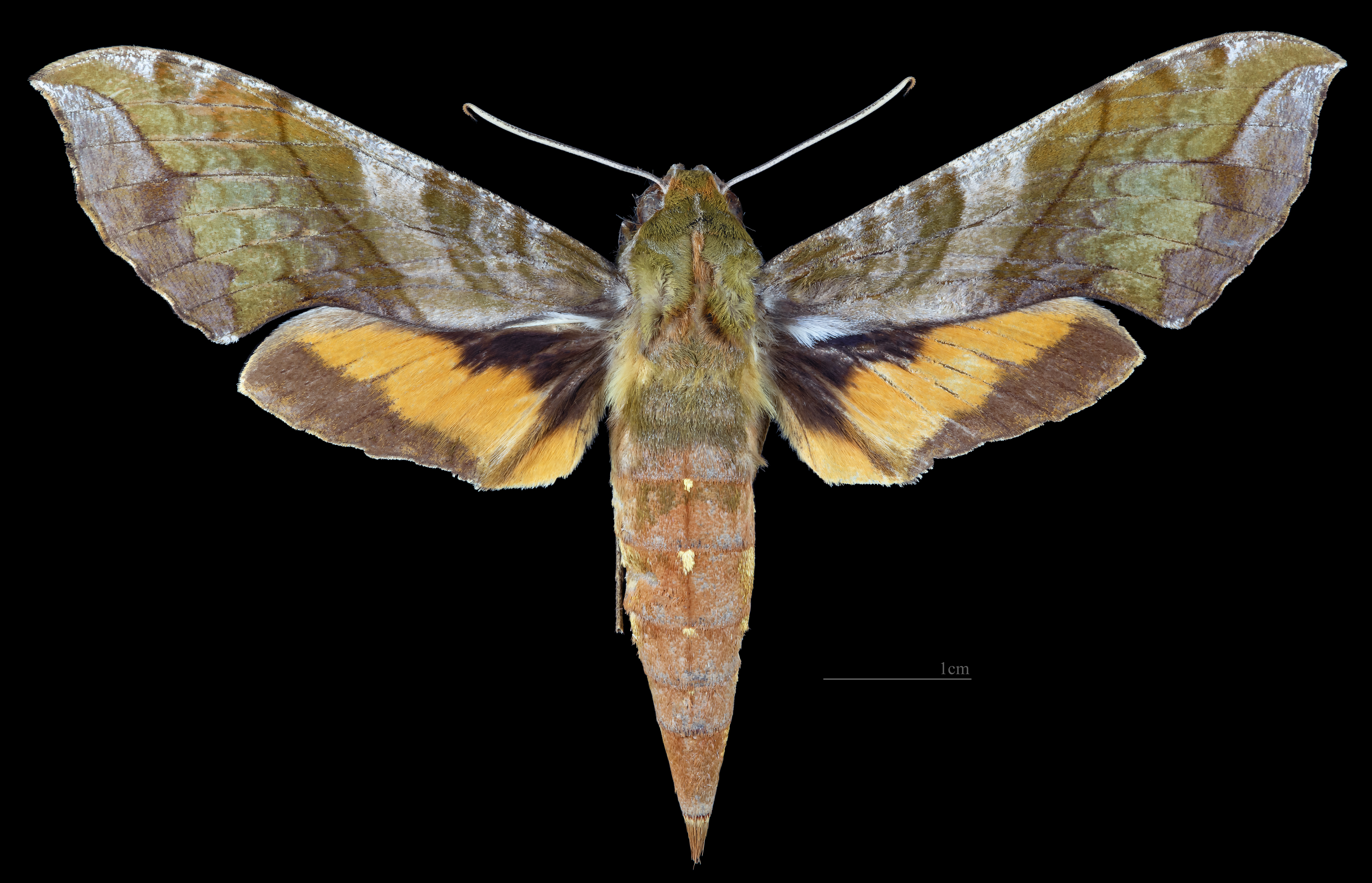
Xylophanes pluto   ♀
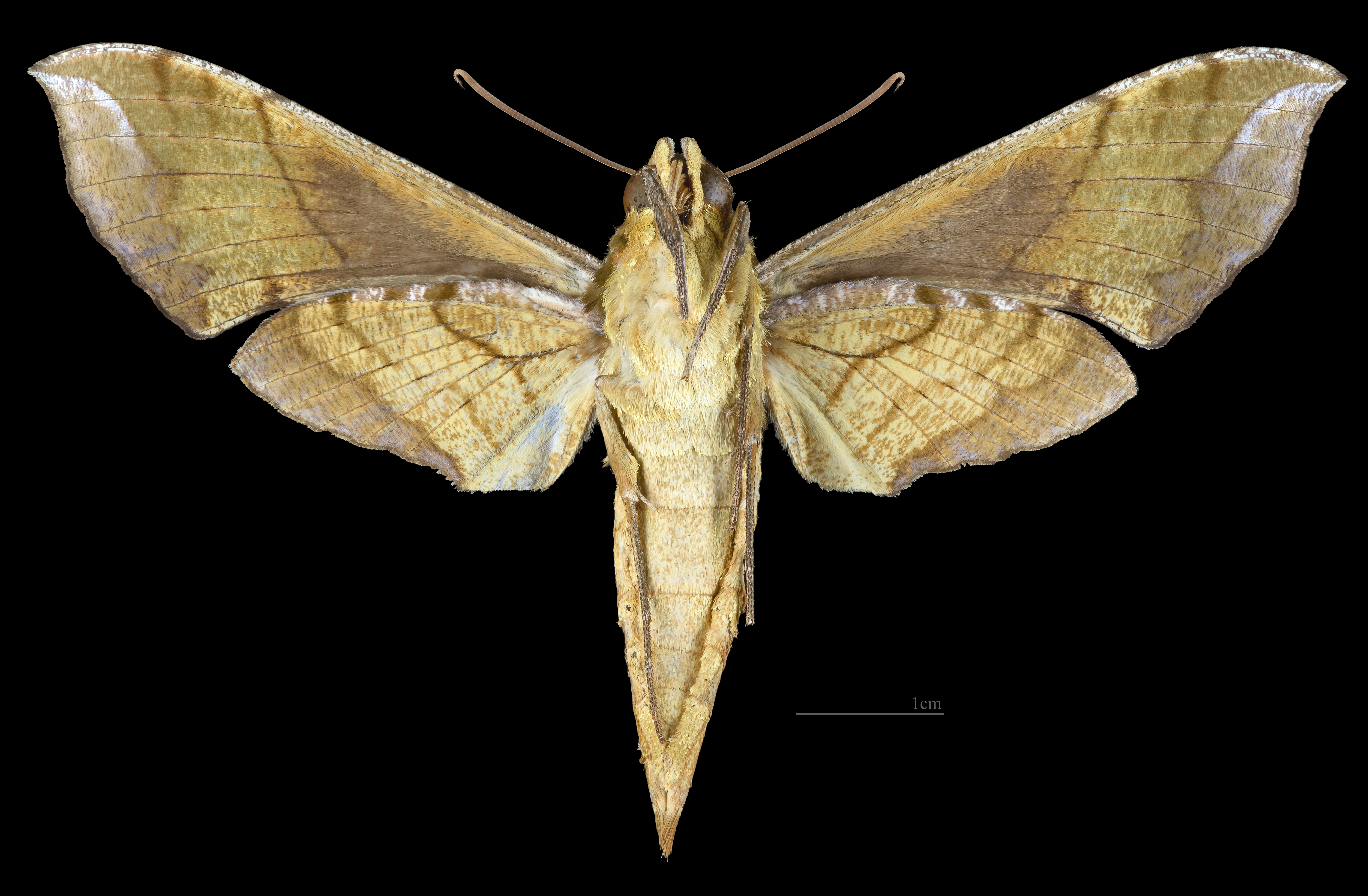
Xylophanes pluto   ♀ △

Ấu trùng ăn các loài Chiococca species, Hamelia patens, Morinda royoc và Erythroxylum.